# Daniele Vocaturo
Daniele Vocaturo (Vitinia, Roma, 16 de desembre de 1989), és un jugador d'escacs italià, que té el títol de Gran Mestre des de 2009, quan esdevingué el tercer escaquista nascut a Itàlia en obtenir aquest títol, després de Sergio Mariotti el 1974 i de Michele Godena el 1996.
A la llista d'Elo de la FIDE del juny de 2023, hi tenia un Elo de 2618 punts, cosa que en feia el jugador número 1 (en actiu) d'Itàlia. El seu màxim Elo va ser de 2632 punts, a la llista d'octubre de 2021 (posició 152 al rànquing mundial).

## Resultats destacats en competició

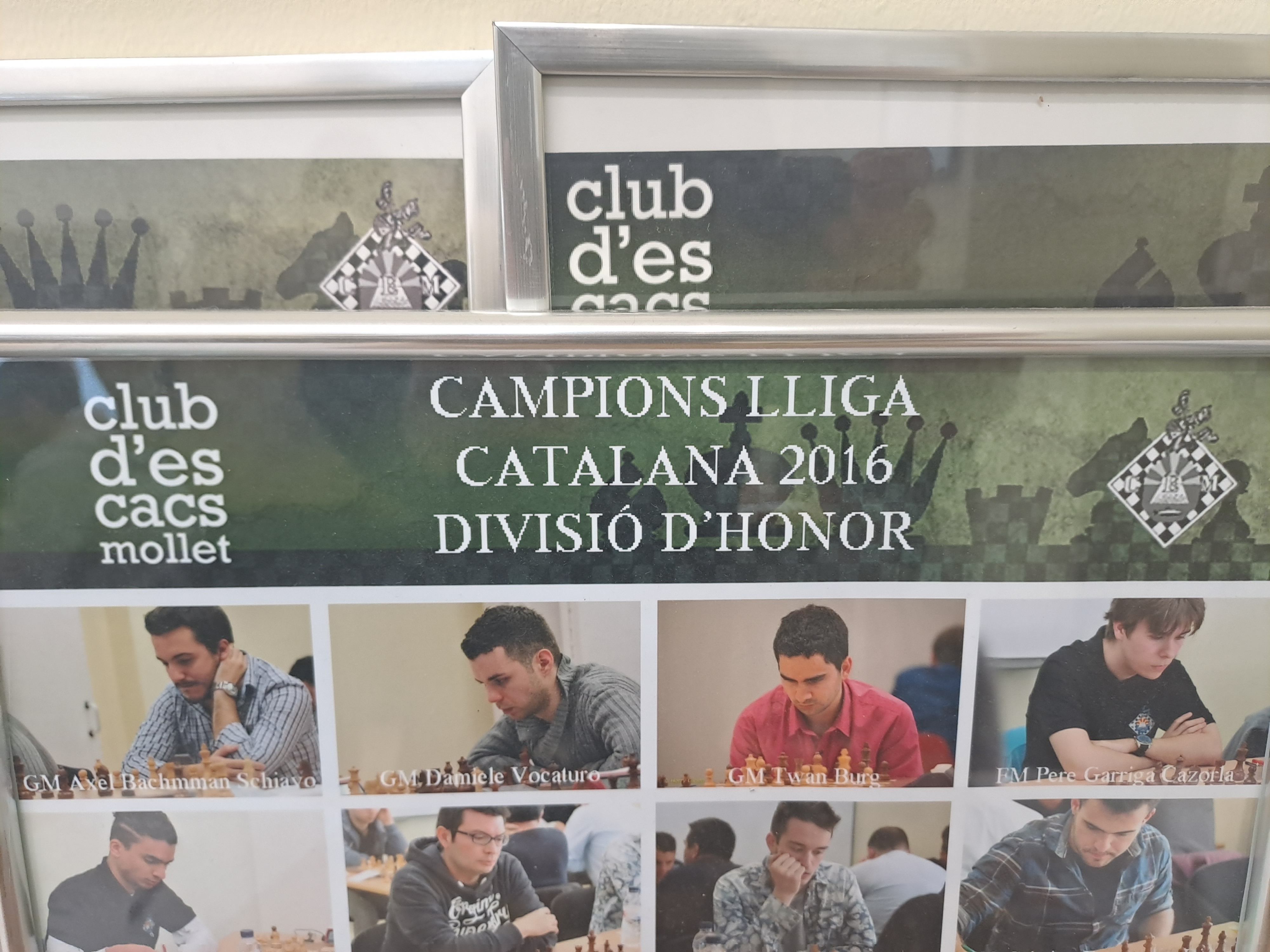
Panell al Club d'Escacs Mollet commemoratiu de la victòria a la Lliga Catalana d'Escacs de 2016. Els quatre primers jugadors són, d'esquerra a dreta, Axel Bachmann, Daniele Vocaturo, Twan Burg, i Pere Garriga

Després de les seves primeres passes al club d'escacs de Vitinia, fou entrenat pel GM italo-cubà Lexy Ortega, amb qui va treballar fins als 16 anys, quan va esdevenir Mestre Internacional.
El 2006 Vocaturo va jugar amb l'equip d'Itàlia-B a la XXXVII Olimpíada a Torí, on l'equip va guanyar la medalla d'or a la seva categoria d'Elo.
El 2008, després d'acabar els estudis, va decidir de seguir les passes de Michele Godena, i esdevenir jugador d'escacs professional. El GM Mihail Marin va ser el seu nou entrenador, ajudant-lo en el camí per arribar a obtenir el títol de Gran Mestre.
L'octubre de 2008 va guanyar l'Open Rhode a Sautron, aconseguint la seva primera norma de GM. La seva segona norma la va aconseguir a Reykjavík el març de 2009, on hi va jugar molt bones peratides. El maig, va obtenir la seva darrera norma al torneig internacional "Capo d'Orso" a Palau (Sardenya).
El gener de 2010 fou convidat a jugar el torneig Corus C del prestigiós torneig de Wijk aan Zee, i hi acabà en una destacable tercera posició. El maig, va jugar al tercer tauler amb l'equip italià a la Copa Mitropa a Chur, Suïssa, on Itàlia guanyà el trofeu per primer cop, i Vocaturo hi va fer una performance per sobre dels 2700 punts.
El gener de 2011 va obtenir el seu millor èxit fins al moment, quan, jugant al Grup C del Torneig Tata Steel, el guanyà amb 9/13, per davant de l'estrella emergent Illia Nyjnyk. La darrera ronda fou dramàtica: Nizhnyk tenia posició guanyadora, però no va veure una combinació de Vocaturo que permetia un escac continu, i les taules eren suficients per en Vocaturo per mantenir el seu lideratge per mig punt, i guanyar el torneig.
El 2014 fou subcampió de l'Obert de Sants amb 8 punts de 10, a mig punt del campió Alexandr Fier.
El juny de 2015 fou subcampió de l'Obert de Santa Coloma de Queralt (el campió fou Rolando Alarcon Casellas). L'agost del 2015 fou tercer a l'Obert de Sants (el campió fou Kacper Piorun).
El de 2016 formà part del primer equip del Club Escacs Mollet que guanyà per primera vegada a la seva història la Divisió d'Honor, la màxima categoria de la Lliga Catalana d'Escacs.

### Participació en olimpíades d'escacs
Vocaturo ha participat, representant Itàlia, en quatre Olimpíades d'escacs entre els anys 2006 i 2014, amb un resultat de (+17 =7 –14), per un 53,9% de la puntuació. El seu millor resultat el va fer a l'Olimpíada del 2014 en puntuar 6 de 10 (+5 =2 -3), amb el 60,0% de la puntuació, amb una performance de 2562.